# سفارة تونس لدى ساحل العاج
سفارة تونس لدى ساحل العاج هي البعثة الدبلوماسية لجمهورية تونس لدى جمهورية ساحل العاج، وتقع بالعاصمة في أبيدجان.